# Els Ports
Die Comarca Els Ports ist eine der acht Comarcas in der Provinz Castelló der Valencianischen Gemeinschaft.
Die im Nordwesten gelegene Comarca umfasst 14 Gemeinden auf einer Fläche von 997,92 km².

## Gemeinden
| Gemeinde              | Einwohner (2024) | Fläche km² | Dichte Einw./km² | Cod INE | Postleitzahl |
| --------------------- | ---------------- | ---------- | ---------------- | ------- | ------------ |
| Castellfort           | 190              | 66,74      | 3                | 12038   | 12159        |
| Cinctorres            | 442              | 35,06      | 13               | 12045   | 12318        |
| Forcall               | 477              | 39,21      | 12               | 12061   | 12310        |
| Herbers               | 69               | 27,12      | 3                | 12068   | 12317        |
| La Mata de Morella    | 184              | 15,16      | 12               | 12075   | 12312        |
| Morella               | 2.494            | 413,54     | 6                | 12080   | 12300        |
| Olocau del Rey        | 135              | 43,98      | 3                | 12083   | 12312        |
| Palanques             | 34               | 14,32      | 2                | 12087   | 12311        |
| Portell de Morella    | 155              | 49,40      | 3                | 12091   | 12318        |
| Todolella             | 147              | 34,03      | 4                | 12112   | 12312        |
| Vallibona             | 64               | 91,37      | 1                | 12127   | 12315        |
| Villafranca del Cid   | 2.139            | 93,85      | 23               | 12129   | 12150        |
| Villores              | 53               | 5,31       | 10               | 12137   | 12311        |
| Zorita del Maestrazgo | 111              | 68,83      | 2                | 12141   | 12311        |
| Comarca Els Ports     | 6.694            | 997,92     | 7                | –       | –            |

1. ↑  Instituto Nacional de Estadística Municipal Register of Spain